# 2012-es BMW Malaysian Open
A 2012-es BMW Malaysian Open női tenisztornát Malajzia fővárosában, Kuala Lumpurban rendezték meg 2012. február 27. és március 4. között. A verseny International kategóriájú volt. A mérkőzéseket kemény borítású pályákon játszották, 2012-ben harmadik alkalommal.

## Győztesek
Az egyéni tornagyőzelmet a selejtezőből feljutó Hszie Su-vej szerezte meg, miután a döntőben 2–6, 7–5, 4–1-es vezetésénél az ötödik kiemelt Petra Martić feladta ellene a mérkőzést. A horvát játékos kimerültség miatt nem folytatta a küzdelmet, mivel az előző napi elődöntője eső miatt a döntő napján lett befejezve, s összességében több mint három órán át tartott.
Hszie pályafutása első egyéni diadalát aratta. Az 1990-es években aktív, és hat győzelmet elérő Vang Sze-ting után második tajvaniként sikerült WTA-tornát nyernie ebben a versenyszámban.
A párosok viadalát a Csang Kaj-csen–Csuang Csia-zsung-páros nyerte meg, miután a fináléban 7–5, 6–4-re legyőzték a Csan Hao-csing–Fudzsivara Rika-duót. Csang a második, Csuang a tizennyolcadik páros WTA-győzelmét szerezte meg.

## Döntők

### Egyéni
Hszie Su-vej –  Petra Martić 2–6, 7–5, 4–1 feladta

### Páros
Csang Kaj-csen /  Csuang Csia-zsung –  Csan Hao-csing /  Fudzsivara Rika 7–5, 6–4

## Világranglistapontok
| Eredmény           | Egyéni | Páros |
| ------------------ | ------ | ----- |
| Győzelem           | 280    | 280   |
| Döntő              | 200    | 200   |
| Elődöntő           | 130    | 130   |
| Negyeddöntő        | 70     | 70    |
| 16 között          | 30     | 1     |
| 32 között          | 1      | –     |
| Főtáblára jutás    | 16     | –     |
| Selejtező (döntő)  | 10     | –     |
| Selejtező (2. kör) | 6      | –     |
| Selejtező (1. kör) | 1      | –     |

## Pénzdíjazás
A torna összdíjazása a többi International versenyhez hasonlóan 220 000 amerikai dollár volt. Az egyéni bajnok 37 000 dollárt, a győztes páros együttesen 11 000 dollárt kapott.
| Eredmény           | Egyéni   | Páros    |
| ------------------ | -------- | -------- |
| Győzelem           | 37 000 $ | 11 000 $ |
| Döntő              | 19 000 $ | 5750 $   |
| Elődöntő           | 10 200 $ | 3100 $   |
| Negyeddöntő        | 5340 $   | 1650 $   |
| 16 között          | 2950 $   | 860 $    |
| 32 között          | 1725 $   | –        |
| Selejtező (döntő)  | 860 $    | –        |
| Selejtező (2. kör) | 460 $    | –        |
| Selejtező (1. kör) | 265 $    | –        |